# Knipowitschia iljini
Knipowitschia iljini — вид риби з родини Gobiidae. Ендемік Каспійського моря, де зустрічається на глибинах в центральній частині. Сягає максимальної довжини 4,7 см.